# Старая добрая оргия
«Старая добрая оргия» (англ. A Good Old Fashioned Orgy) — американский комедийный фильм режиссёра Алекса Грегори и Питера Хайка 2011 года.

## Сюжет
Эрику уже за 30 лет, но он всё продолжает вести себя как студент: вечеринки, друзья, выпивка.
Отец Эрика решает продать семейный загородный дом в Хэмптоне. И Эрик в ужасе, ведь там он уже который год проводит свои вечеринки. Эрик и его друзья решают устроить заключительную, самую сумасшедшую вечеринку.

## В ролях
- Джейсон Судейкис — Эрик
- Лесли Бибб — Келли
- Лэйк Белл — Элисон
- Мишель Борт — Сью Пламмер
- Ник Кролл — Адам
- Тайлер Лэбин — Маккруден
- Анджела Сарафян — Ива
- Линдсей Слоун — Лаура
- Мартин Старр — Duquez
- Риз Койро — Маркус
- Люси Панч — Кейт
- Уилл Форте — Гленн
- Дон Джонсон — Джерри Кепплер
- Дэвид Кокнер — Вик Джордж